# Tomás González (escritor)
Tomás González (Medellín, Antioquia, 1950) es un escritor colombiano que se inició en el campo de la poesía y en 1983 publicó su primera novela, Primero estaba el mar. Estudió filosofía en la Universidad Nacional de Colombia, vivió durante 19 años en los Estados Unidos con su esposa Dora y su hijo Lucas hasta 2002, cuando por problemas de salud de ella debió regresar a su país antes de lo planeado. Tras radicarse en municipios cercanos a Bogotá durante unos años, hoy es residente en la represa de El Peñol, en Antioquia

## Biografía
Hijo de Alberto González, Tomás González es sobrino del escritor, abogado y filósofo Fernando González Ochoa, con quien compartió algunos años de su infancia en Envigado. La relación con su tío fue muy cercana, directa, gracias a que ambos vivían en fincas anexas. La manera en que Fernando interactuaba con gente de toda clase y con los animales de su finca lo convirtió rápidamente en  una figura de referencia y admiración personal para Tomás, tanto que uno de los personajes importantes de La historia de Horacio está basado en él. Veinte años después, el escritor regresó a la casa de su tío, hoy convertida en un museo dedicado a la preservación y divulgación de su obra. De él aprendió «a mirar la vida con los propios ojos, no con los de nadie más».

## Formación literaria
La pasión por la lectura le fue inculcada por su madre, quien compartía con él y sus hermanos libros de Julio Verne y Emilio Salgari. Varios años después, en la década de los sesenta, González se dedicó a estudiar a los escritores del boom latinoamericano, en especial a Gabriel García Márquez, Julio Cortázar y Juan Rulfo. En poesía prefiere a José Asunción Silva, León de Greiff y Federico García Lorca.

## Visión literaria
Para González la literatura es una forma de exploración del mundo, pues considera que la escritura ayuda a entenderlo y a vivir en él: «La literatura es esa capacidad de comprensión a través de la recreación, del asombro, de la admiración, del gozo e incluso del sobrecogimiento por el horror».
A pesar de haber vivido una parte de su vida en los Estados Unidos, no considera que escribir desde el exterior sea demasiado importante para el trabajo literario, pues dice estar convencido de que el artista tiene una imagen del mundo que lo acompaña a todas partes y que puede recrear sin necesidad de salir de su tierra. De hecho, afirma que cualquier situación de la vida es materia prima para la escritura, pues la vida y la muerte siempre están presentes en el mundo.

## El periodismo
Aunque acepta que el periodismo pudo haber sido un buen campo de formación para la confección de su estilo, cree que la utilización de su vida para hacer ficción es una especie de periodismo, al no tener reparo alguno para usar la realidad de los hechos en sus obras.

## La fama
Lleva más de cuarenta años dedicado a la escritura y, sin embargo, su reconocimiento literario no se inició hasta hace muy poco. Escritores como Elfriede Jelinek, William Ospina y Héctor Abad Faciolince han destacado la importancia de su obra para la literatura contemporánea y colombiana. Pero González desconfía de la fama porque sus halagos podrían hacer que el autor olvide la razón fundamental de la escritura. Cosa distinta sucedería con el reconocimiento a sus libros, el cual, según él, es el resultado al trabajo bien hecho. «Lo importante son los escritos y no el escritor. La fama también puede arruinar la obra, porque en vez de escribir para profundizar se escribe para andar mostrando habilidades que podrían perjudicar el texto. Tampoco consideró que se deba escribir para entretener ni para seducir a nadie, pues eso podría llevar a una especie de servilismo hacia el lector, que a su vez haría que baje el nivel de calidad de la escritura y que el escritor deje de tomar riesgos».

## Obra publicada
Novela
- Primero estaba el mar, 1983
- Para antes del olvido, 1987
- La historia de Horacio, 2000
- Los caballitos del diablo, 2003
- Abraham entre bandidos, 2010
- La luz difícil, 2011
- Temporal, 2013
- Niebla al mediodía, 2015
- Las noches todas, 2018
- El fin del océano pacífico,2020
- Asombro, 2021

Cuento
- El rey del Honka-Monka, 1995
- El lejano amor de los extraños, 2013
- El expreso del sol, 2016
- La espinosa belleza del mundo, 2019

Poesía
- Manglares, 1997

## Premios y reconocimientos
- 1987: Concurso de novela colombiana, Plaza & Janés, por Para antes del olvido
- 2025: Premio Iberoamericano de Narrativa Manuel Rojas, por el conjunto de su obra